# 148.ª Divisão de Infantaria (Alemanha)
A 148º Divisão de Infantaria alemã (em alemão: 148. Infanterie-Division) foi uma divisão da Wehrmacht que atuou durante a Segunda Guerra Mundial. Era composto por três regimentos de infantaria (os 281º, 285º e 286º) e um regimento de artilharia. Inicialmente uma força de ocupação no sul da França, servindo como depósito para descanso e recompletamento, foi ativada como uma divisão de infantaria e lutou na Itália de 1944 a 1945. Ativada em setembro de 1944 para combater a invasão aliada durante a Operação Dragão, retirando-se sob pressão pelos Alpes franceses para o território italiano, onde atuou em missões anti-partisan. Mais tarde, a divisão lutou nas batalhas do Rio Pó, rendendo-se à Força Expedicionária Brasileira em 29 de abril de 1945, após ser cercada na Batalha de Collecchio, perto da cidade de Fornovo di Taro, na região da Emília-Romanha.
A 148ª Divisão de Infantaria foi a única divisão completa a ser capturada na Itália, se rendendo três dias antes da rendição total das forças do Eixo, proclamada pelo General Heinrich von Vietinghoff no norte da Itália em 2 de maio de 1945.

## Histórico
A 148ª Divisão de Reserva (148. Reserve-Division) foi criada em 1ª de outubro de 1942 através da reorganização da Divisão No. 148 em Metz. Em dezembro de 1942 ocorreu a transferência para a Silésia, e em maio de 1943 para Toulouse. Em novembro de 1943, ocorreu outra transferência para a área de Nice. Em 2 de julho de 1944, a divisão foi transferida para o exército de campanha (Feldheer).

### Côte d'Azur
Após o desembarque aliado no sul da França, durante a Operação Dragão, a unidade foi ativada como 148ª Divisão de Infantaria (148. Infanterie-Division) em 18 de setembro de 1944, e imediatamente ordenada a contra-atacar as forças americanas nas praias de Le Muy, onde a 45ª Divisão de Infantaria "Thunderbird" americana havia desembarcado. Com quase nenhuma reserva móvel para reagir contra os desembarques na praia, o comandante da 189ª Divisão de Infantaria, o General Richard von Schwerin, recebeu ordens de estabelecer um grupo de batalha ad hoc (Kampfgruppe) de todas as unidades próximas para contra-atacar as cabeças-de-praia aliadas nesta área. O plano alemão era jogar os Aliados na região de Le Muy – Saint-Raphaël de volta ao mar completamente. Enquanto Schwerin reunia todos os homens que podia encontrar, a 148ª Divisão de Infantaria perto de Draguignan encontrou forte resistência das Forças Francesas do Interior (FFI), que havia sido reforçada por pára-quedistas britânicos, atrapalhando o plano de um contra-ataque rápido em direção às praias.
Após intensos combates ao longo do dia, Schwerin ordenou que suas tropas recuassem sob a cobertura da noite. Ao mesmo tempo, intensos combates ocorreram em Saint-Raphaël. Unidades móveis da 148ª DI finalmente chegaram lá e encontraram a 3ª Divisão de Infantaria americana, que estava tentando tomar Saint-Raphaël. Este ataque, no entanto, foi infrutífero. Em 17 de agosto, os contra-ataques alemães foram amplamente derrotados, Saint-Raphaël foi tomada junto com uma grande cabeça-de-praia ao longo da costa e as forças desembarcadas americanas se uniram às tropas aerotransportadas em Le Muy. As tropas francesas do Exército Francês Livre desembarcavam desde 16 de agosto, passando à esquerda das tropas americanas com o objetivo de tomarem Toulon e Marselha.
Na noite de 16 para 17 de agosto, o quartel-general do Grupo de Exércitos G percebeu que não poderia jogar os Aliados de volta ao mar. Simultaneamente, no norte da França, o cerco do bolsão de Falaise ameaçou a perda de um grande número de forças alemãs. Dada a situação precária, Adolf Hitler se afastou de sua agenda de "nenhum passo para trás" e concordou com um plano do Alto Comando (Oberkommando der Wehrmacht, OKW) para a retirada completa dos Grupos de Exércitos G e B. O plano do OKW era que todas as forças alemãs (exceto as tropas estacionárias de fortaleza) no sul da França se movessem para o norte para se unir ao Grupo de Exércitos B para formar uma nova linha defensiva de Sens através de Dijon até a fronteira suíça. Duas divisões alemãs (a 148ª e a 157ª) deveriam recuar para os Alpes franco-italianos. Os Aliados estavam a par do plano alemão através da interceptação pelo Ultra.
Os alemães começaram a retirada, enquanto as forças aliadas motorizadas partiram de suas cabeças-de-praia e perseguiram as unidades alemãs por trás. O rápido avanço aliado representou uma grande ameaça para os alemães, os quais não conseguiram recuar rápido o suficiente. Os alemães tentaram estabelecer uma linha de defesa no Rhône para proteger a retirada de várias unidades valiosas de lá. As 45ª e 3ª Divisões americanas estavam pressionando para o noroeste com velocidade incontestável, minando o plano do General Friedrich Wiese para uma nova linha de defesa. Barjols e Brignoles foram tomadas pelas duas divisões americanas em 19 de agosto, que também estavam prestes a cercar Toulon, bem como Marselha do norte, cortando as unidades alemãs ali. A 148º DI teve que se retirar sob pressão e cruzou para a Itália através dos Alpes. Seu comandante, o General Otto Fretter-Pico, foi condecorado com a Cruz de Cavaleiro em 12 de dezembro de 1944, "por liderar sua divisão em uma retirada particularmente habilidosa sobre os Alpes Marítimos sob forte pressão inimiga".

### Itália
Agora na Itália, a 148ª DI seria inicialmente usada na guerra anti-partisan na fronteira entre a Toscana e a Ligúria, incluindo a cooperação com outras tropas em algumas operações anti-partisans maiores sob o comando do 14º Exército/LI. Gebirgs-Armeekorps e em cooperação com unidades da República Social Italiana (RSI).
Entre o final de novembro e o início de dezembro de 1944 nos Apeninos, entre La Spezia e Massa-Carrara, homens da 148 participaram do assassinato de numerosos civis italianos durante as operações de rastrellamento, as operações de busca e destruição contra guerrilheiros. Durante a operação Catilina (27 de novembro a 2 de dezembro de 1944), homens da 148, operando em conjunto com a XXXIII Brigata Nera Tullio Bertoni da RSI, operaram em Fosdinovo, Sarzana e Aulla reivindicando 365 inimigos mortos e tomando 20 prisioneiros. Na operação Barbara (29 de novembro a 2 de dezembro de 1944, em Carrara-Massa), homens da 148, juntamente com outras unidades alemãs da marinha e unidades anti-partisans especiais, reivindicaram 110 inimigos mortos e fizeram 9 prisioneiros. Entre 20 e 25 de janeiro de 1945, a 148ª Divisão de Infantaria participou da Operação Bergkönig (Rei da Montanha), uma grande operação de busca e destruição nas áreas de Varese Ligure, Monte Gottero, Zeri e Zignago, na região de La Spezia. A luta ficaria conhecida como La battaglia del Gottero.
A Operação Bergkönig compreendeu unidades alemãs, Ost e RSI:
- 148. Infanterie-Division
- 162. (Turk) Infanterie-Division
- II./Grenadier-Regiment 274 (russ.)
- Lehrstab für Bandenbekämpfung
- Lehr-Bataillon Gebirgsjäger-Schule Mittenwald
- Festungs-Brigade 135
- Divisione Monterosa
- Divisione Italia
- XXXIII Brigata Nera "Tullio Bertoni"

No final de abril de 1945, durante a retirada das forças alemãs do norte da Itália durante a Ofensiva da Primavera dos Aliados, a 148ª Divisão de Infantaria de Fretter-Pico foi bloqueada pela Força Expedicionária Brasileira na área de Collecchio-Fornovo di Taro enquanto tentava atingir o Vale do Pó. A 148ª tinha remanescentes da destruída 90.ª Divisão Panzergrenadier e da Divisão RSI "Italia" os acompanhando, mas apesar das tentativas de rompimento do cerco de 26 a 28 de abril, as forças do Eixo foram cercadas e forçadas a se render em 29 de abril de 1945 na Batalha de Collecchio antes da rendição geral do Eixo na Itália proclamada pelo General Heinrich von Vietinghoff em 2 de maio. Os generais Mario Carloni e Otto Fretter-Pico seguiram seus 14 779 homens em cativeiro, passando da custódia brasileira para um campo de prisioneiros de guerra americano algum tempo depois.

### Batalha de Collecchio

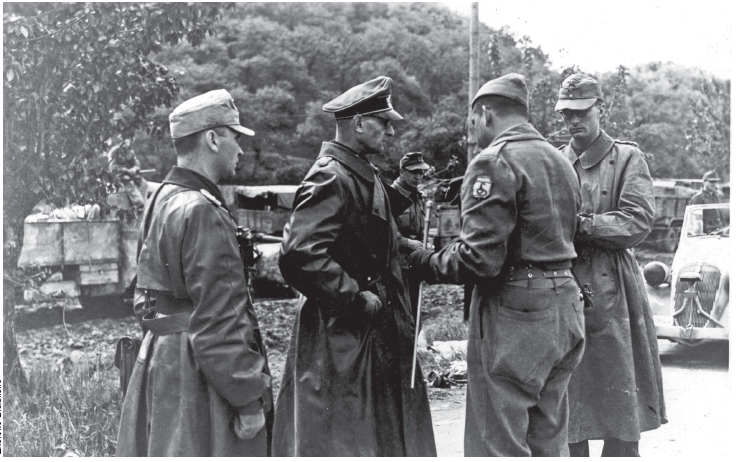
O coronel alemão von Kleiber entregando o seu regimento ao major brasileiro Franco Ferreira durante a rendição da 148ª Divisão de Infantaria à FEB, após a Batalha de Collecchio, em 29 de abril de 1945.

Em 28 de abril, as forças da 148ª Divisão de Infantaria estavam concentradas perto do rio Pó. Tentando impedir a passagem dos alemães, o esquadrão do Tenente Pitaluga, equipado com carros blindados de reconhecimento M8 Greyhound, abriu fogo contra as tropas alemãs que quase imediatamente explodiram a ponte atrás deles. Apoiados por alguns Shermans do 760º Batalhão de Tanques americano, grupos brasileiros de obuseiros de artilharia com canhões de 105mm e 155mm, da 1ª Companhia do 6º Regimento de Infantaria brasileiro sob o comando do Coronel Nelson de Mello, atacaram sob forte fogo de artilharia e metralhadoras alemãs e estabeleceram uma linha defensiva a quatro milhas de Fornovo, na linha Gaiano–Segalora–Talignano. Perto das 21h00 foi lançado um furioso ataque alemão contra Segalora, tentando romper o cerco para chegar à cidade de Parma, onde se concentravam outras forças alemãs, tendo sido repelidas pela 3ª companhia, também do 6º Regimento de Infantaria. Em 29 de abril, os alemães fizeram outra tentativa de romper o cerco.

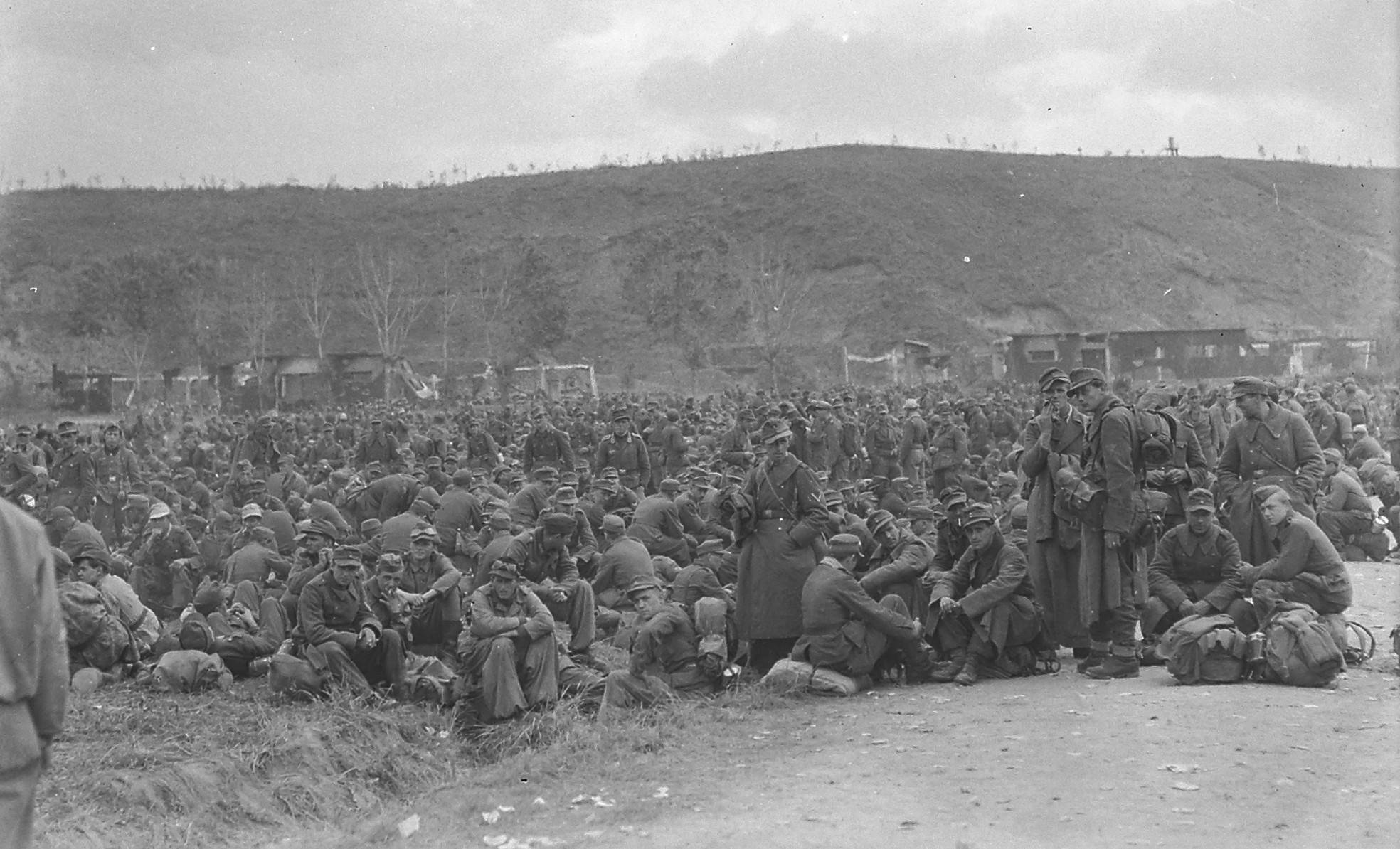
Prisioneiros de guerra da 148ª Divisão alemã aguardam seu destino em Fornovo di Taro, abril de 1945.

Neste momento homens da 2ª Companhia do 6º Regimento de Infantaria (Major Oest), apoiados por tanques americanos, avançaram para capturar Felegara, que já estava ocupada pela 3ª Companhia do 6º Regimento de Infantaria e pelo esquadrão Pitaluga. Com Felegara cercada, o cerco estava completo e as forças alemãs recuaram para o centro de Fornovo di Taro. Assediados, os alemães iniciaram negociações para entregar todas as suas forças ao Comando brasileiro.
Essas forças eram da 148ª Divisão de Infantaria Alemã, os remanescentes de uma Divisão Italiana Bersaglieri e da 90ª Divisão Panzergrenadier. Em 29 de abril de 1945, o posto de comando da 1ª Companhia do 6º Regimento de Infantaria foi localizado em Fornovo-Ponte Dogna; também esteve presente o General Mascarenhas de Moraes, comandante-em-chefe das forças brasileiras. Representantes das forças alemãs apareceram para iniciar as negociações de rendição. O Coronel Floriano de Lima Brayner, representou as forças brasileiras; às 13h, chegaram 13 ambulâncias com 400 oficiais e soldados alemães feridos. Eles foram imediatamente removidos para o hospital de campanha brasileiro em Módena. Uma hora e meia depois, outras oito ambulâncias chegaram com mais feridos. As tropas depuseram as armas ao lado da estrada Collechio-Fornovo-Berceto. Havia armas de infantaria de vários calibres, morteiros de 75 e 150mm, vários tipos de veículos, uma coluna de peças de artilharia de 105mm, canhões de 88mm montados em meias-lagartas, 80 no total. Havia também muita munição de todos os tipos. Nas 20 horas seguintes, 14 779 homens se renderam às forças brasileiras, quase todos alemães. Também foram capturados 4 000 cavalos, 2 500 veículos e 1 000 motocicletas. O comandante do 5º Exército, General Mark Clark descreveu a ação como "Um final magnífico para uma campanha magnífica!"

## Comandantes
| Comandante                                                 | Data                                         |
| ---------------------------------------------------------- | -------------------------------------------- |
| Generalleutnant Hermann Böttcher                           | 1º de outubro de 1942 - 1º de abril de 1943  |
| Generalleutnant Friedrich-Wilhelm von Rotkirch und Panthen | 1º de abril de 1943 - 25 de setembro de 1943 |
| Generalleutnant Otto Fretter-Pico                          | 25 de setembro de 1943 - 29 de abril de 1945 |

## Oficiais de operações
| Major Hellmuth Kuehn | 18 de setembro de 1944-1945 |

## Área de operações
| França | setembro de 1944 - outubro de 1944 |
| Itália | outubro de 1944 - maio de 1945     |